# Mesosemia myrmecias
Mesosemia myrmecias är en fjärilsart som beskrevs av Hans Ferdinand Emil Julius Stichel 1910. Mesosemia myrmecias ingår i släktet Mesosemia och familjen Riodinidae. Inga underarter finns listade i Catalogue of Life.